# Megan McCauley Sampler
Megan McCauley Sampler EP, es el primer EP lanzado por la cantautora de rock estadounidense Megan McCauley, para promocionar lo que hubiera sido su primer álbum 'Baa Baa Black Sheep'. El EP fue lanzado en 2005 a través de Wind-up Records y se compone de 4 canciones, entre ellas Die For You.

## Tracklisting
| #  | Título                    | Autor(es)                    | Duración |
| -- | ------------------------- | ---------------------------- | -------- |
| 1. | Die For You               | Megan McCauley, Bob Marlette | 3:49     |
| 2. | I'll Pay You To Shoot Him | Megan McCauley, Bob Marlette | 4:06     |
| 3. | Fragile                   | Megan McCauley, Bob Marlette | 3:21     |
| 4. | Wonder                    | Megan McCauley               | 3:56     |